# Universidad de Mongolia Interior
La Universidad de Mongolia Interior (en mongol: ᠦᠪᠦᠷ
ᠮᠣᠨᠭᠭᠣᠯ 
‍ᠤᠨ
ᠶᠡᠬᠡ
ᠰᠣᠷᠭᠠᠭᠣᠯᠢ Өвөр Монголын Их Сургууль; en chino: 内蒙古大学) ubicada en el norte de la ciudad de Hohhot, Mongolia Interior y se encuentra administrada por el gobierno de la región.
La Universidad tiene actualmente 4 campus, con una superficie de 1990 mil metros cuadrados.
La Universidad de Mongolia Interior se compone de 20 colegios, en los que hay 34 departamentos y 1 departamento independiente para la educación general.
Según las estadísticas, en febrero de 2006, la universidad ofrece 92 programas de maestrías y 59 licenciaturas .
Por lo menos 2.414 miembros tiene el personal que trabaja con la Universidad, incluyendo 1.303 profesores a tiempo completo y los investigadores, entre los que se encuentran 744 profesores titulares y profesores asociados .
La Universidad de Mongolia Interior ha firmado oficialmente acuerdos de intercambio y cooperación con al menos 20 universidades extranjeras.